# Капшученко Петро Савич
Петро́ Са́вич Капшуче́нко (* 27 вересня 1915, с. Сухачівка — † 17 листопада 2006, Лоренсвілл) — український скульптор (мала камерна пластика, монументалізм), графік, декоратор; педагог та громадський діяч.

## Життєпис
Народився 27 вересня 1915 року в колишньому козацькому селі Сухачівці на Катеринославщині (зараз мікрорайон на заході міста Дніпро) в селянській родині.
Навчався на скульптурному відділі п'ятирічного художнього училища в Дніпропетровську в класі професора Миколи Погрібняка. Одночасно працював декоратором у міських театрах. В училищі товаришував з Василем Бородаєм. 1939 року завершує навчання.
На початку німецько-радянської війни працює в Тернопільському театрі. Під час війни разом з дружиною опинився на примусових роботах у Німеччині, де працював у сільському господарстві. В 1945—1949 роках знаходився в таборі переміщених осіб в Реґенсбурзі (Баварія). Фахово допомагав у декоруванні мистецьких заходів, що проводились у таборі та підносили дух українців на чужині. Як член української спілки образотворчого мистецтва, брав участь у виставках 1947 і 1948 років. Одна з найвідоміших скульптурних робіт того часу — «Непокора» (1947 рік). Оформлював обкладинки до книжок Адріана Кащенка, Михайла Старицького та інших.
Від 1949 до 1963 року жив у Аргентині. В Буенос-Айресі працював вантажником, модельником на фабриці кришталю. Вдосконалюючи техніку малої камерної пластики, створив оригінальні скульптурні композиції з теракоти й кераміки. Згодом митець став відомим в Аргентині як Педро Енко (ісп. Pedro Enko) та був вшанований нагородами. У травні 1961 року за мистецькі досягнення та «благородну допомогу у піднесенні аргентинської культури» був обраний почесним членом Вільного гуманітарного університету (ісп. Universidad Libre de Humanidades) в Буенос-Айресі, а також запрошений викладати різьблення.
Персональні виставки Петра Капшученка в Аргентині:
- грудень 1959 року, Мендоса, під патронатом Національного університету Куйо (ісп. Universidad Nacional de Cuyo)
- серпень 1961 року, Морено, під патронатом Міського відділу культури
- квітень 1963 року, Буенос-Айрес, прощальний вечір та спеціальна виставка скульптур напередодні від'їзду майстра до США, під патронатом Союзу абсольвентів Вільного гуманітарного університету

1963 року на запрошення професора Петра Мегика, засновника та керівника Української Мистецької Студії, переїхав до США, мешкав у Філадельфії, викладав скульптуру та кераміку в Студії. Був членом Головної Управи, Контрольної Комісії Об'єднання митців-українців в Америці (ОМУА). Брав участь у виставках, які проводило об'єднання.
З успіхом виставляв свої твори в багатьох галереях країни. Зокрема, 1968 року отримав першу нагороду на «Mall Show» (Мурстаун), 1969 року — третю нагороду на «Summer Show» (Атлантик-Сіті).
Після 1991 року творчість Петра Капшученка повертається в Україну. В Києві влаштовуються три персональні виставки скульптора:
- 2-30 серпня 1996 року, Національний музей Тараса Шевченка. Виставка присвячена вшануванню пам'яті жертв Голодомору 1932—1933 років. Твори з виставки подаровані автором Україні[7]
- літо 1998 року, Музей гетьманства. Скульптор передає музею 17 робіт з бронзи і теракоти — «Довга дорога», «В степах Аргентини», «Непокора», «Давніми шляхами», «Гнані», «Свідки часу» та інші.
- серпень 2000 року, Національний комплекс «Експоцентр України». Всі твори з виставки також передані Україні.

Відбувалися також виставки митця на малій батьківщині — у Дніпропетровську.
Свої твори Петро Капшученко подарував багатьом українським музеям — Національний музей Тараса Шевченка в Києві, Шевченківський національний заповідник у Каневі, Національний художній музей України, Національний музей літератури України, Дніпропетровський художній музей, Дніпропетровський історичний музей імені Дмитра Яворницького, Центральний державний архів-музей літератури і мистецтва України, Музей історії Острозької академії та ін.
У липні 2002 року Всесвітня служба радіомовлення України присвятила Петру Капшученку дві одно-годинні програми. З життям і творчістю скульптора слухачів познайомили професори Дмитро Степовик та Ірина Блюміна, доктор Олександр Федорук.
Закінчився земний шлях митця 17 листопада 2006 року у власному будинку в Трентоні (Нью-Джерсі), в якому він довгі роки жив і творив. Поховано 25 листопада на українському цвинтарі св. Андрія Первозваного в Саут-Баунд-Бруці (Нью-Джерсі).

## Мистецька діяльність
Автор понад 7000 мініатюрних скульптур з теракоти, бронзи, порцеляни, дерева. Улюблені теми для зображення — козацький та народний побут, особи з простого люду: козаки, бандуристи, гуцули, рільники, рибалки («Сопілкар», «Свистун», «Козак-хвалько», «Гільтяй», «Рибалки–хвастуни», «Гуцул з файкою», «Збитки» [Архівовано 6 листопада 2014 у Wayback Machine.], «Вишивальниці», «Бандуристка», «Гончар», «Побратими-прапороносці» та інші), а над усе вершники та коні в русі («Далекий перехід», «Козак на коні», «Вершник» та інші). Також багато скульптурних мініатюр присвячено Голодомору 1932—1933 років в Україні («Колосків шукачі», «Незабутні роки», «Забрали все», «Голодом змучені» та інші), життю в Аргентині («Гірські мотиви Аргентини», «В степах Аргентини», «Музикант», «Продавець риби», «Гаучо» та інші).
У 1970—1975 роках, долаючи ряд технічних труднощів, митець зосередився на процесі створення скульптурних композицій з порцеляни. Створив більше 50 вишуканих фігурок («Подарунок», «Мелодія», «Перепочинок», «В далеку дорогу» та інші). В колекції Петра Капшученка залишилось багато власних робіт з порцеляни, з якою в останні декілька десятиліть життя він вже не працював через складність процесу. Скульптури з колекції не продавались.
Зодчий пам'ятників митрополитові Василю (Липківському) (відкритий і освячений 23 жовтня 1983 року) та Великій княгині київській Ользі (відкритий і освячений 16 серпня 1987 року) в українському церковно-меморіальному комплексі св. Андрія Первозваного в Саут-Баунд-Бруці (Нью-Джерсі), а також скульптурних портретів Івана Мазепи та Тараса Шевченка.
2005 року Музею гетьманства в Києві скульптор передав бронзове погруддя Івана Мазепи, яке він створив у дарунок киянам.

«Благословення» та «Запорожець». З колекції Музею історії Острозької академії.

2012 року колекція скульптора з'явилась у Національному університеті «Острозька академія». Перші скульптури для колекції передала українська громадська діячка, друг університету пані Бронислава Скорупська. Справу поповнення колекції підтримала інша українська родина з Америки — Олександр Михалюк, який був добрим другом скульптора, та Раїса Маєвська.

## Відзнаки та нагороди
- 1983 року був відзначений почесною грамотою Української Могилянсько-Мазепинської Академії Наук (УМ-МАН) у Філадельфії[7].
- Орден «За заслуги» ІІІ ст. (17 серпня 2006 року)[14] — за вагомий особистий внесок у зміцнення міжнародного авторитету України, популяризацію історичних та сучасних надбань українського народу, активну участь у житті закордонної української громади.

## Родина
- дружина Зоя Авраменко-Капшученко († 12 грудня 1996, Лоренсвілл) — інженер-хімік[15]
- донька Людмила Капшученко-Шмітт (народилась у Регенсбурзі — † 14 липня 2009, Трентон) — доктор філософії[16], професор, педагог[17]